# たかはしひでやす
たかはし ひでやす（『ボクはロケット』ではペンネーム「げんき かい」、『カラクリ・花火丸』では漢字表記「高橋 英靖」、1975年12月2日 - ）は、日本の漫画家・イラストレーター。岩手県出身。代表作は『怪盗ジョーカー』。趣味は、落語や演劇鑑賞。
『怪盗ジョーカー』を連載する前に、当時の連載担当の西巻篤秀に「次に連載するのは怪盗か相撲のどちらにする?」と言われたことで、たかはしは怪盗を選ぶ。相撲を選んでた場合のタイトルは「ミラクル大相撲 どすこいジョーカー」になっていた。『怪盗ジョーカー』は2014年10月よりテレビアニメ化されている。

## 作品

### 連載
- 怪盗ジョーカー（小学館、別冊コロコロコミック2007年4月号 - 2008年8月号、月刊コロコロコミック2008年9月号 - 2017年8月号）
- 怪盗少年ジョーカーズ（小学館、月刊コロコロコミック2017年10月号 - 2020年1月号）
- 怪盗ジョーカーズ（小学館、別冊コロコロコミック）

### 読み切り
- ボクはロケット（小学館、別冊コロコロコミック2000年8月号） - デビュー作。ペンネームは「げんき かい」名義。
- カラクリ・花火丸 - 第43回小学館新人コミック大賞児童部門佳作。ペンネームは「高橋 英靖」名義。